# Days of Wine and Roses (canción)
«Days of Wine and Roses» (en español: Días de vino y rosas) es una canción del año 1962 con música del compositor estadounidense Henry Mancini y letra de Johnny Mercer, escrita para la película película homónima, ganadora del premio Óscar a la mejor canción original de dicho año. En la película, está cantada por Billy Eckstine.
La misma pareja de compositor y letrista (Mancini-Mercer) habían ganado el año anterior el mismo premio Óscar por la canción Moon River para la película Breakfast at Tiffany's (Desayuno con Diamantes).

## Otras versiones
Existen otras muchas versiones populares de esta canción: Andy Williams en 1963, Frank Sinatra, Perry Como, Shirley Bassey, Wes Montgomery, Tony Bennett o Ella Fitzgerald. 
En la lista de las 100 canciones más representativas del cine estadounidense realizada por el American Film Institute quedó en el puesto número 39.